# 4 Liniowy Batalion Łączności
4 liniowy batalion łączności (4 bł) – samodzielny pododdział  łączności ludowego Wojska Polskiego.

## Formowanie i zmiany organizacyjne
Jednostka sformowana została w 1945 według etatu 14/23 jako 4 okręgowy batalion łączności. Batalion stacjonował we Wrocławiu, w koszarach przy ul. Próchnika. Jego stan osobowy wynosił 216 żołnierzy.

Rozkaz ministra obrony narodowej nr 0115/Org. z 5 października 1950 nakazał rozformować 4 okręgowy batalion łączności, a na jego bazie sformować 4l liniowy batalion
łączności o etacie 14/48 i stanie osobowym 214 wojskowych.

W 1952 batalion przeformowany został na etat 14/81 o stanie 174 wojskowych i 4 pracowników cywilnych.

W 1955 nastąpiła kolejna restrukturyzacja batalionu i jednostka przeszła na etat 14/106 o stanie 182 wojskowych i 2 pracowników cywilnych. Rok później batalion otrzymał nowe zadania mobilizacyjne. Rozkaz ministra obrony narodowej nr 0046/Mob z 23 lutego 1956 nakazywał 4 bł sformowanie w N-5 112 batalionu łączności dalekosiężnej (JW
3144).

4 liniowy batalion łączności został rozformowany wiosną 1957, a na jego bazie, zgodnie z rozkazem dowódcy Śląskiego Okręgu Wojskowego nr 08/Org. z 30 kwietnia 1957, zorganizowana został Podoficerska Szkoła Specjalistów Łączności nr 11 z dowódcą mjr. Stanisławem Krajewskim. Rok później szkoła została przeniesiona do Strzegomia i zakwaterowano w koszarach przy obecnej ulicy Armii Krajowej.